# Juliana I dels Països Baixos
Juliana I dels Països Baixos (neerlandès: Juliana Nederlands)  (la Haia, 30 d'abril de 1909 - Baarn, 20 de març de 2004) fou Reina dels Països Baixos des de l'any 1948 i fins a l'any 1980 en què abdicà en favor de la seva filla primogènita, la reina Beatriu I dels Països Baixos.

## Joventut
Nascuda al Palau Reial de la Haia el dia 30 d'abril de 1909, era filla de la reina Guillemina I dels Països Baixos i del duc Enric de Mecklenburg-Schwerin. La princesa era neta per via paterna del gran duc Frederic Francesc II de Mecklenburg-Schwerin i de la princesa Maria de Schwarzburg-Rudolstadt. En canvi, per via materna ho era del rei Guillem III dels Països Baixos i de la princesa Emma de Waldeck-Pyrmont. Juliana fou nomenada princesa dels Països Baixos en el moment de néixer i se li aplicà el tractament d'altesa reial.
Juliana passà la seva infància al palau de Het Loo a Apeldoorn, al palau de Noordeinde i al de Huis ten Bosch a la Haia. Es creà una petita escola al Palau de Noordeinde a on la princesa pogué atendre la seva educació primària envoltada de nens de la seva edat.
El 30 d'abril de 1927 celebrà el seu divuitè aniversari i entrà en edat legal per succeir la reina Guillermina. Dos dies després s'incorporà al Consell d'Estat. De caràcter introvertit i vergonyós, mai no fou una princesa glamurosa, tot i així, aviat es guanyà el respecte de la majoria del poble neerlandès.
L'any 1927, la princesa ingressà a la Universitat de Leiden. Al seu primer any tingué assignatures com sociologia, jurisprudència, economia, història de la religió i ciència política. Més tard, s'interessarà a la història de Surinam, de les Antilles i d'Indonèsia.

## A la recerca d'un espòs

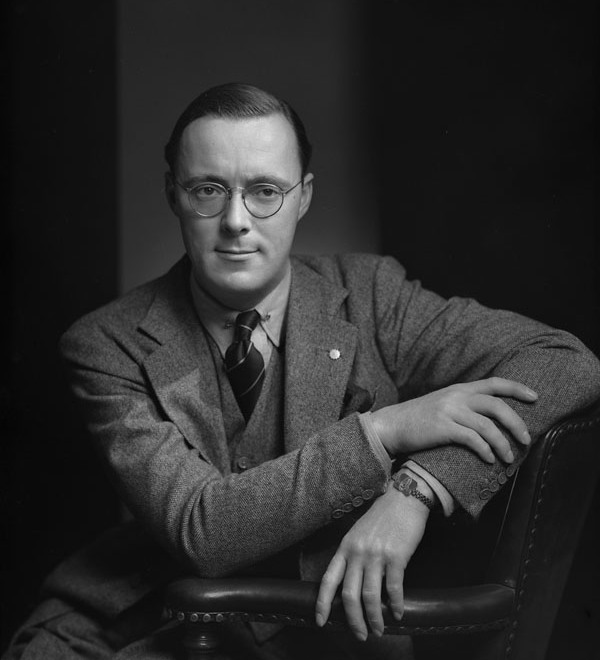
Bernat de Lippe-Biesterfeld.

Tal com era costum a l'època, la reina Guillermina inicià la recerca d'un marit per la seva filla. Fou difícil trobar un príncep protestant que pertanyés a una família reial que s'adaptés a l'estricta cort neerlandesa. Foren vetats els prínceps anglesos i suecs i després d'una fortuïta trobada entre la princesa Juliana i el príncep Bernat de Lippe-Biesterfeld als Jocs Olímpics d'Hivern de 1936 a Garmisch-Partenkirchen s'inicià una relació entre els dos prínceps.
Bernat procedia d'una petita família principesca d'Alemanya, jove home de negocis i qualificat com un playboy. Juliana s'enamorà profundament, un amor que superà les proves de la infidelitat i del temps. Malgrat tot, la reina Guillermina s'encarregà de fer firmar un document a Bernat en el qual ell es comprometia a no reclamar cap compensació econòmica en cas de divorci, ja que ell no havia aportat res a la fortuna de la casa reial dels Països Baixos.
L'anunci de casament dividí la societat neerlandesa, atemorida per les voluntats d'expansió territorial d'Adolf Hitler i per l'afiliació del príncep amb el nou règim nacionalsocialista. El príncep abandonà el seu títol alemany i canvià els seus noms al neerlandès. La jove parella formà la seva llar al Palau de Soestdijk a Baarn i tingueren quatre filles:
- SM la reina Beatriu I dels Països Baixos, nascuda al Palau de Soestdijk el 1938. Es casà l'any 1966 amb el junker prussià Claus von Amsberg.

- SAR la princesa Irene dels Països Baixos, nascuda al Palau de Soestdijk el 1940. Es casà el 1964 a Roma amb el príncep Carles Hug de Borbó-Parma de qui es divorcià l'any 1981.

- SAR la princesa Margarida dels Països Baixos, nascuda el 1943 a Ottawa. Es casà amb l'aristòcrata neerlandès Pieter van Vollenhoven.

- SAR la princesa Cristina dels Països Baixos, nascuda al Palau de Soestdijk el 1947. Es casà l'any 1975 a la ciutat d'Utrecht amb el cubà Jorge Guillermo de qui es divorcià l'any 1996.

La princesa Maria Cristina nasqué amb una greu deficiència de visió. Aquest fet i la manca de resposta per part de la medicina convencional, feu que la reina Juliana busqués en medicines alternatives una possible solució a la deficiència de la seva filla petita. La vinculació que mantingué amb una curandera amb fortes conviccions religioses provocà una greu crisi en el si de la monarquia neerlandesa.
La senyora Hofmans arribà a influir tant la visió política de la reina que generà una crisi constitucional que dividí terriblement la Cort entre els partidaris de la reina i de la Hofmans d'una banda i els partidaris del constitucionalisme i del príncep Bernat de l'altra. Finalment, els partidaris del príncep Bernat amb el suport del primer ministre aconseguiren expulsar la senyora Hofmans i els seus partidaris i, fins i tot, es parlà, encara que no es portà a terme, de provocar l'abdicació de la reina i d'un possible divorci entre Juliana i Bernat.
Amb l'ocupació dels Països Baixos l'any 1940, per part de l'exèrcit alemany, la família reial es refugià a Londres i a mesura que els atacs de la Luftwaffe es feren més continuats sobre la capital anglesa, la princesa Juliana i les seves filles es traslladaren a viure al Canadà. No fou fins a l'any 1944 que pogueren retornar al país.
Al llarg de 1947 i de 1948, la princesa Juliana actuà diverses vegades com a regent, a conseqüència de la incapacitat de la seva mare. Durant aquestes regències es decidí d'enviar 150.000 soldats neerlandesos a la colònia d'Indonèsia per tal de sufocar la revolta. La incapacitat de l'exèrcit neerlandès i les pressions del govern de Washington que recolzava la revolta pels seus alts continguts anticomunistes feren que l'any 1948 la reina Guillermina declarés la independència de la colònia.

## El regne (1948-1980)

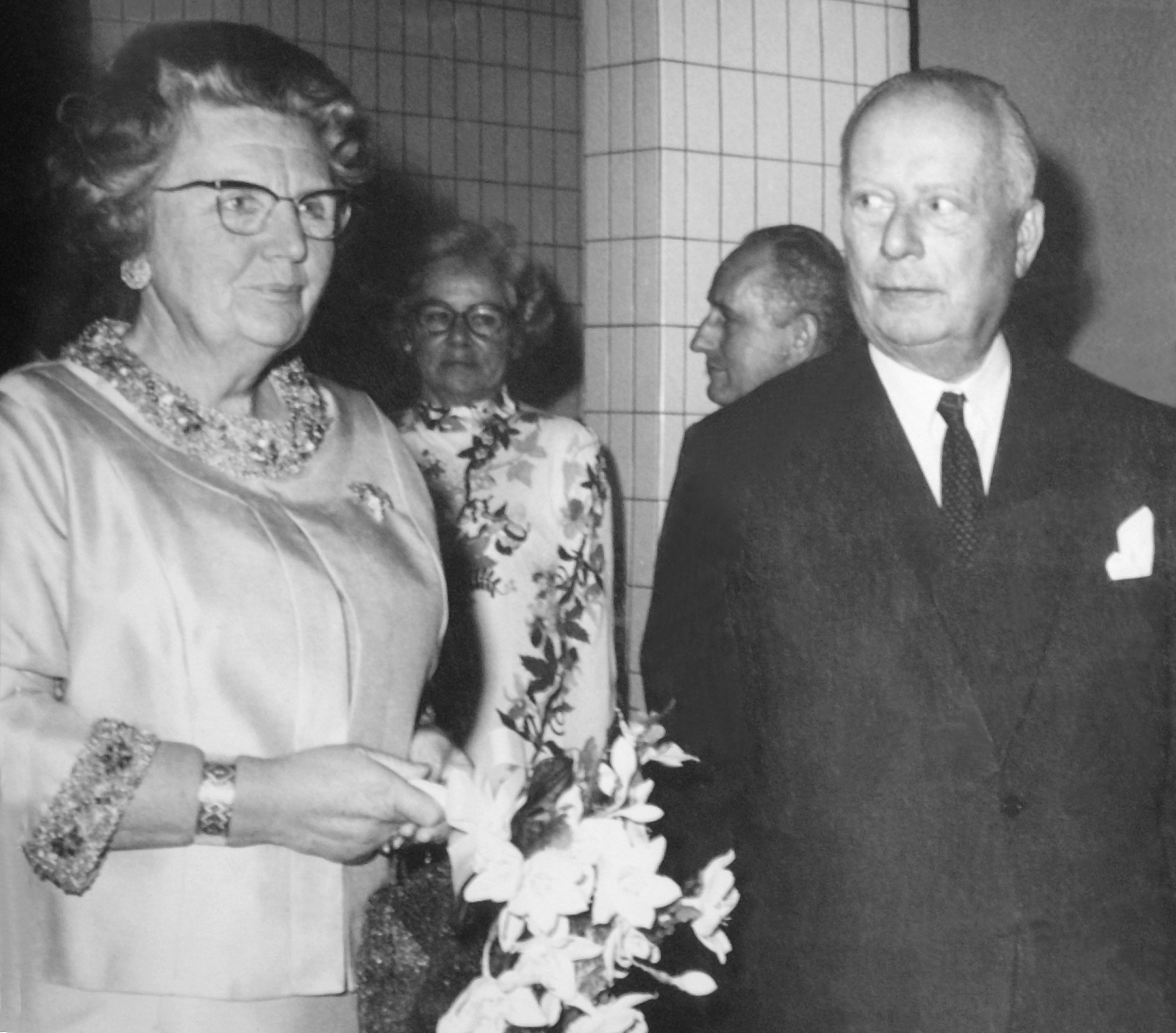
La reina Juliana I a l'estrena de la pel·lícula Morte a Venezia l'any 1971.

El 6 de setembre de 1948, la reina Guillermina I dels Països Baixos va abdicar i la reina Juliana, coronada a la catedral de Delft. Era la tretzena persona de la casa d'Orange a dirigir els Països Baixos.
La jove reina suscitava la simpatia popular pel seu caràcter fàcil, el seu amor de la vida familiar i de la vida campestre, aficionada a la bicicletat i lluny de la pompositat de la cort. A l'inici del seu regne, aquesta simplicitat farà perdonar-li les múltiples crisis institucionals que havien marcat la casa real neerlandesa. Quinze anys més tard, casaments 'indelicats' de dues filles i un escàndol de corrupció del seu espòs van canviar aquestat actitud positiva.
L'any 1963 i el 1964 una nova crisi sacsejà la família reial. El dia 29 d'abril de 1964 es casava a la capella del Palau Borghese de Roma la princesa Irene dels Països Baixos amb el duc Carles Hug de Borbó-Parma. El protestantisme neerlandès rebutjava el casament d'una princesa neerlandesa amb el cap de la casa ultracatòlica dels Parma que eren, a més a més, caps del moviment carlista. Irene es casà en absència de la seva família i sense permís del parlament neerlandès, per la qual cosa la princesa perdé els seus drets dinàstics. El record de la invasió alemanya amb un fort component catòlic al país i les llargues lluites d'independència contra Espanya provocaren una gravíssima crisi de règim i es parlava obertament d'abdicació.
Poc després, es feu públic el prometatge de la princesa hereva Beatriu amb l'aristòcrata prussià Claus von Amsberg, descendent d'una família de la petita aristocràcia rural de Prússia. Claus havia combatut a la Segona Guerra Mundial al costat dels nazis i havia militat a la Joventuts Hitlerianes. Una vegada més el terrible record de l'ocupació alemanya provocà els recels en contra de la monarquia. Les protestes pel «moviment provo» (de provocació) foren importantíssimes i arribaren fins i tot a ennuvolar el casament celebrat l'any 1966 a Amsterdam.

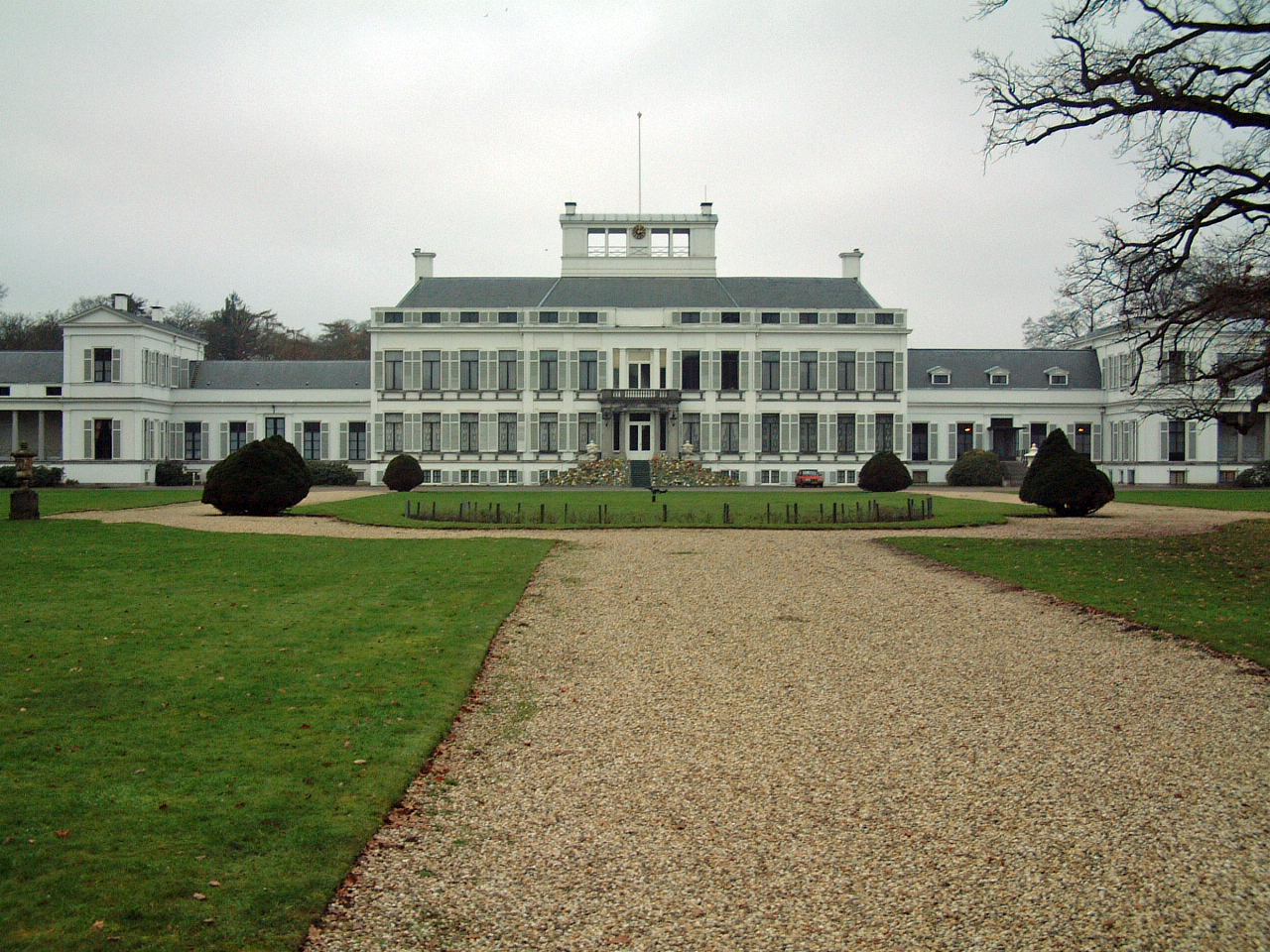
Palau Soestdijk, residència de la reina Juliana I dels Països Baixos.

Els escàndols anaren continuant durant la dècada de 1970 aquesta vegada, però, relacionats amb la situació financera de la Reina i les activitats del seu marit. La fortuna de la casa reial neerlandesa és una de les més importants del món i està fonamentada en una cartera d'accions que inclouen importants paquets a companyies com KLM o la SHELL.
Les activitats del seu marit vinculat com a fundador de la Conferència Bilderberg i sobretot l'acceptació de suborns en el cas Lockheed despertaren una nova crisi a la monarquia. El príncep Bernat, pilot de l'exèrcit de l'aire neerlandès, recomanà al govern del país les avions de la companyia americana Lockheed després que aquesta l'hagué subornat amb un 1.100.000 lliures esterlines. Aquest escàndol i la posterior públicació del llibre biogràfic: Juliana, la història de la dona més rica del món provocaren l'abdicació de la sobirana l'any 1980 quan tenia 71 anys.

## La fi de sa vida

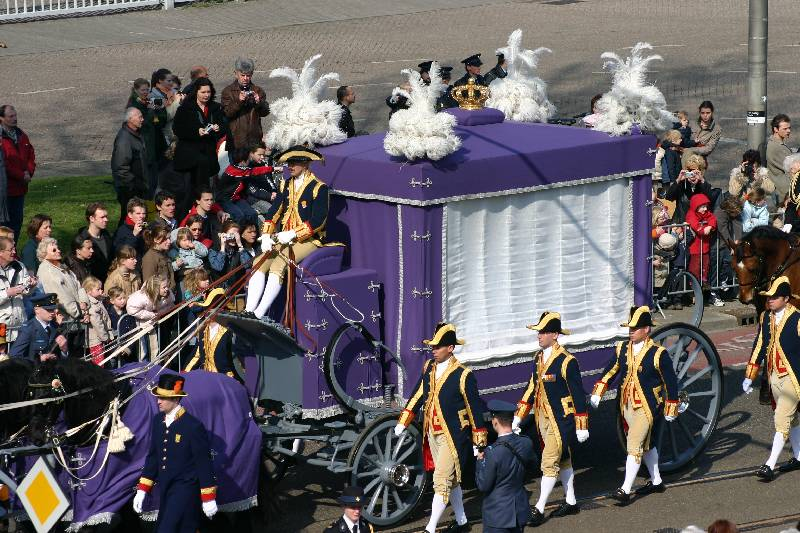
Carruatge durant el funeral de Juliana I l'any 2004.

Després de l'abdicació, l'any 1980, la reina emprà el títol de princesa dels Països Baixos i es retirà de la vida pública malgrat que seguí vinculada a nombroses organitzacions benèfiques i de protecció del medi ambient.
A partir de la dècada de 1990 la reina començà a patir de la malaltia d'Alzheimer, un procés degenaratiu de les funcions cerebrals. Així, l'any 2001, el príncep Bernat admeté públicament a la televisió que la princesa Juliana ja no reconeixia cap membre de la seva família. El dia 20 de març de l'any 2004 moria a la seva residència del Palau de Soestdijk envoltada de la seva família. Fou enterrada a la Catedral de Delft.